# Hidrobiodiésel
Hidrobiodiésel es un biocarburante obtenido mediante hidrogenación catalítica de aceites y grasas de origen vegetal o animal.
Presenta características excepcionales para ser utilizado como carburante en los motores de ciclo Diesel, siendo totalmente compatible con el gasóleo convencional.
El hidrobioqueroseno se prepara a partir de hidrobiodiésel, que sometido a tratamientos posteriores de isomerización y fraccionamiento permite aislar la corriente hidrocarbonada con rango de destilación y punto de cristalización apropiados.
El producto hidrogenado está formado, mayoritariamente, por mezclas de n-alcanos de 15 a 18 átomos de carbono, en proporciones variables según los lípidos origen. En un principio se forman cadenas lineales, que pueden isomerizarse a iso-parafinas, en grado variable según las condiciones de operación.
En la literatura inglesa es común encontrarlo bajo el nombre de Hydrotreated Vegetable Oil (HVO). Debe evitarse esta denominación por dos razones fundamentales:
1. Aunque la principal materia prima sea de origen vegetal, también se emplean grasas y sebos animales.
2. Las siglas HVO ya son utilizadas con distintos significados, entre ellos, en el propio sector del petróleo (aunque no está muy difundido), para designar al combustible Heavy Vacuum Oil (HVO).[1]

La legislación europea no contempla de forma explícita al hidrobiodiésel, sin embargo, bajo el subgrupo:
- «Biocarburantes sintéticos»: hidrocarburos sintéticos o sus mezclas, producidos a partir de la biomasa.

Se encuentra comprendido de pleno entre los aceptados legalmente.
Las normas españolas, más modernas, probablemente anticipándose a la irrupción de las biorrefinerías, ya nombra expresamente a este producto:
- «Otros biocarburantes»: otros combustibles para transporte producidos a partir de biomasa, tales como otros bioalcoholes, bioésteres y bioéteres distintos de los enumerados; los productos producidos por tratamiento en refinería de biomasa, como el hidrobiodiesel, la biogasolina y el bioLPG; y los carburantes de biorrefineria.

## Fabricación de hidrobiodiésel

### Materia prima
La práctica totalidad de los lípidos se componen de cuatro especies químicas:
| Triglicéridos               | 95 – 99 %                           |
| Ácidos grasos libres        | 0,2 – 5,0 % (Excepción, hasta 50 %) |
| Insaponificable             | 1,0 – 2,0 %                         |
| Agua, sedimentos, volátiles | < 0,5 %                             |

Los triglicéridos más habituales son formados por la combinación de una molécula de glicerina con tres radicales ácidos de 16 a 18 átomos de carbono. A su vez, los radicales pueden ser saturados u olefínicos, en este último caso, con uno, dos o tres dobles enlaces (en los aceites de pescado hasta cuatro) sobre la misma cadena. La Tabla 1 presenta un resumen de las composiciones típicas.
Tabla 1
Composición de los principales triglicéridos industriales, % en peso
| -            | < 16 | 16:0 | 16:1 | 18:0 | 18:1 | 18:2 | 18:3  | > 18 |
| ------------ | ---- | ---- | ---- | ---- | ---- | ---- | ----- | ---- |
| Camelina (1) | 0,1  | 6,0  | -    | 2,5  | 18,4 | 21,0 | 36,0  | 16,0 |
| Jatrofa      | 0,1  | 14,0 | 0,7  | 7,0  | 45,0 | 32,8 | 0,2   | 0,2  |
| Palma        | 2,0  | 42,0 | -    | 5,0  | 40,0 | 10,0 | < 1,0 | -    |
| Colza (2)    | 0,1  | 4,0  | -    | 2,0  | 59,0 | 21,0 | 10,0  | 4,0  |
| Soja         | -    | 10,0 | -    | 4,0  | 25,0 | 53,0 | 7,0   | 1,0  |
| Sebo         | 2,0  | 25,0 | -    | 25,0 | 43,0 | 5,0  | -     | -    |
| Pescado (3)  | 5,5  | 20,0 | 6,0  | 7,0  | 16,0 | 0,5  | -     | 45,0 |

(1) Los componentes pesados corresponden a 20:1 = 12,4 % y 22:1 = 3,6 %
(2) Moderna variante genética, sin radical erúcico ni glucosinolatos.
(3) Muy variable según especies e, incluso, geografía.
Los aceites pueden ser utilizados directamente por algunos motores diesel industriales, pero las elevadas prestaciones que se exige al gasóleo de automoción, aconsejan someterlos a tratamientos químicos que mejoren sus propiedades: en especial reducir viscosidad y punto de fusión con paralelo incremento de volatilidad e inflamabilidad.
Desde antiguo se conoce que la simple ruptura de la molécula del lípido a través de sus enlaces con la glicerina, liberando las tres cadenas grasas que lo componen, originaba productos con las propiedades deseadas para su utilización como biocarburante.
Hasta el momento, se han desarrollado dos familias de métodos que consiguen la ruptura deseada:
- Biodiésel o biogasóleo: El aceite, en presencia de un catalizador básico (la fase homogénea es la más extendida), reacciona con un alcohol inferior, por lo común metanol, dando lugar a ésteres metílicos (FAME en el acrónimo inglés).
- Hidrobiodiésel: La ruptura se realiza mediante hidrógeno, en presencia de un catalizador heterogéneo y en condiciones moderadas de temperatura y presión: típico 350 °C y 20 – 60 bar.

### Reacciones de hidrogenación
A las condiciones de trabajo habituales, todos los componentes de la materia prima reaccionan con el hidrógeno, obteniendo como productos finales: hidrocarburos, agua y óxidos de carbono.
Los distintos triglicéridos, constituyentes mayoritarios de la alimentación, presentan un comportamiento análogo, por lo que las siguientes reacciones, para facilitar el seguimiento, se han ejemplarizado con el trioleato de glicerina, presente en la práctica totalidad de las grasas naturales.

#### R. principales
Por “R” se ha representado la relación, en peso, entre los productos y el trioleato original. Proporciona información sobre el rendimiento ideal esperado en el proceso.

##### Hidrogenación de las olefinas
En primer lugar todos los dobles enlaces de losp0 radicales palmitoleico, oleico, linoleico, linolénico (y superiores, si los hubiese), se saturan a los correspondientes palmítico y esteárico (y superiores, si los hubiese):
(C18O2H33)3(C3H5) + 3 H2 → (C18O2H35)3(C3H5)	R = 100,7

##### Desoxigenación de los triglicéridos
La molécula de triglicérido se fracciona a través de los enlaces con la glicerina, liberando propano por una parte y las correspondientes cadenas hidrocarbonadas en forma de n-parafinas. La deshidratación es la ruta principal aunque la descaboxilación también es apreciable.
Variando las condiciones de operación, pueda optimizarse la reacción deseada.
(C18O2H35)3(C3H5) + 12 H2 → 3 C18H38 + 6 H2O + C3H8; 	R = 86,2
(C18O2H35)3(C3H5) + 3 H2 → 3 C17H36 + 3 CO2 + C3H8; 	R = 81,4
(C18O2H35)3(C3H5) + 6 H2 → 3 C17H36 + 3 H2O + 3 CO + C3H8; R = 81,4

##### Desoxigenación de la acidez libre
Sigue procesos análogos a los del triglicérido. Por lo común, los ácidos libres representan menos del 5 % de la materia prima, por lo que no tienen gran importancia cuantitativa. Excepcionalmente, en aceites de baja calidad, la acidez alcanza valores superiores al 10 %, no existiendo suficiente experiencia sobre la utilización de esta materia prima degradada.
Eliminan el oxígeno en forma análoga a la de los triglicerídos, aunque sin producción de propano. Como ejemplo, se muestra la ruta de deshidratación.
C18O2H34 +3 H2 → C18H38 + 2 H2O		R = 90,7

##### Descomposición del insaponificable
La reacción exacta depende de la materia prima utilizada. En todo caso, todos los heteroátomos son eliminados y los dobles enlaces saturados. El producto final consiste en una mezcla de hidrocarburos, que se recuperan en alguna de las corrientes emergentes del reactor, junto a residuos de los heteroátomos originales.
Glúcidos:(C6O6H12)n +12n H2 → 6n CH4 + 6n H2O
Escualeno:C30H50 + 7 H2 → 2 C15H32

##### Isomerización de n-parafina a i-parafina
Presente en mayor o menor grado. Puede desplazarse la reacción en el sentido deseado actuando sobre las condiciones de operación, en especial catalizador.
Este procedimiento adquiere la mayor importancia al fabricar hidrobioqueroseno.

#### R. Secundarias

##### Hidropirólisis de parafina formada (gasóleo → nafta)
En todas las hidrogenaciones suele producirse una pequeña descomposición de las cadenas largas. El hidrocarburo final se recupera en forma de nafta, que se recicla.
C18H38	+ 2 H2 → 2 C9H20			R = ¿100 %?

##### Hidrogenación de los óxidos de carbono
CO2 	+ 4 H2 → 2 H2O	+ CH4
CO	+ 3 H2 → H2O	+ CH4
Resumen de consumos y producciones:
La hidrogenación de aceites y grasas produce hidrocarburos saturados, principalmente propano, hexadecano (cetano) y octadecano, acompañado de menores cantidades de C15 y C17; eventualmente pueden coexistir parafinas de diferente longitud de cadena, dependiendo de la materia prima (aceites de pescado) y condiciones de la operación.
El único consumo es hidrógeno, en cuantía variable según grasa de partida y condiciones de operación. El valor más probable se situará ligeramente por encima del tres por ciento, en peso, del aceite procesado.
El rendimiento esperado en hidrocarburos es superior al noventa por ciento, con la siguiente distribución aproximada:
| Metano                         | 1,0 %       |
| Propano                        | 4,0 – 5,0 % |
| Naftas                         | 1,0 – 2,0 % |
| Gasóleo (Destilados medios)(1) | >83,0 %     |

.(1) La proporción exacta, dependerá de la ruta seguida en la deshidrogenación, sobre cuyo control, a causa del secreto de fabricación, no se poseen referencias precisas. Según los valores de "R" calculados anteriormente, debe oscilar (deduciendo 0,5 % por insaponificable e impurezas) entre 80,9 % y 85,7 %
Las condiciones de operación que más influyen sobre los resultados son las conocidas para hidrogenación: catalizador, tiempo de contacto, temperatura, presión y volumen de hidrógeno presente.

### Métodos de fabricación
En el refino de petróleo, existen dos métodos básicos para convertir en precursores de carburantes a fracciones pesadas destiladas:
- Hidrogenación catalítica, en todos los grados de severidad.
- Craqueo Catalítico en Lecho Fluido (FCC).

Ambos procesos se han propuesto para transformar aceites y grasas, obteniendo espectros de productos similares a los clásicos petrolíferos. La Tabla 2 muestra los resultados publicados por empresas tecnológicas de reconocido prestigio.
Tabla 2
Rendimientos en la fabricación de hidrobiodiésel / hidrobiogasolina
|              | HIDROGENACIÓN |           | CRAQUEO CATALÍTICO |           |
| ------------ | ------------- | --------- | ------------------ | --------- |
|              | Reactivos     | Productos | Reactivos          | Productos |
| Aceite       | 100,0         |           | 100,0              |           |
| Hidrógeno    | 3,5           | 0,0       |                    | 0,0       |
| Metano       |               | 0,8       |                    | 7,2(1)    |
| Propano      |               | 2,9 (2)   |                    | n.d       |
| C4's         |               |           |                    | 6,5       |
| Naftas       |               | 2,0       |                    | 44,9      |
| Gasóleo      |               | 84,2      |                    | 11,3      |
| HC's Pesados |               |           |                    | 12,7      |
| Coque (3)    |               |           |                    | 4,5       |
| H2O          |               | 11,0      |                    | 12,9 (4)  |
| CO2          |               | 0,6       |                    | n.d       |
| CO           |               | 2,0       |                    | n.d.      |
| TOTAL        | 103,5         | 103,5     | 100,0              | 100,0     |

(1):Total de gases, < C4, en gran proporción olefínicos (etileno y propileno).
(2): ¿?. Se esperaba un valor próximo a 5 %
(3):Se deposita sobre el catalizador y se elimina por combustión.
(4):Suma de H2O, CO2 y CO. No se especifica el reparto entre componentes, la mayor parte tienen que corresponder a H2O

#### Hidrogenación directa. Específica para hidrobiodiésel
La única con realizaciones industriales en servicio. Se han instalado dos procedimientos:
- Unidades dedicadas al tratamiento exclusivo de aceites y grasas.

Tres grandes plantas de capacidad 170, 800 y 800 ktm/año, promovidas por la petrolera finlandesa Neste Oil.
- Mezclas de aceite y gasóleo convencional en unidades existentes en refinerías (desulfuradoras de destilados medios.

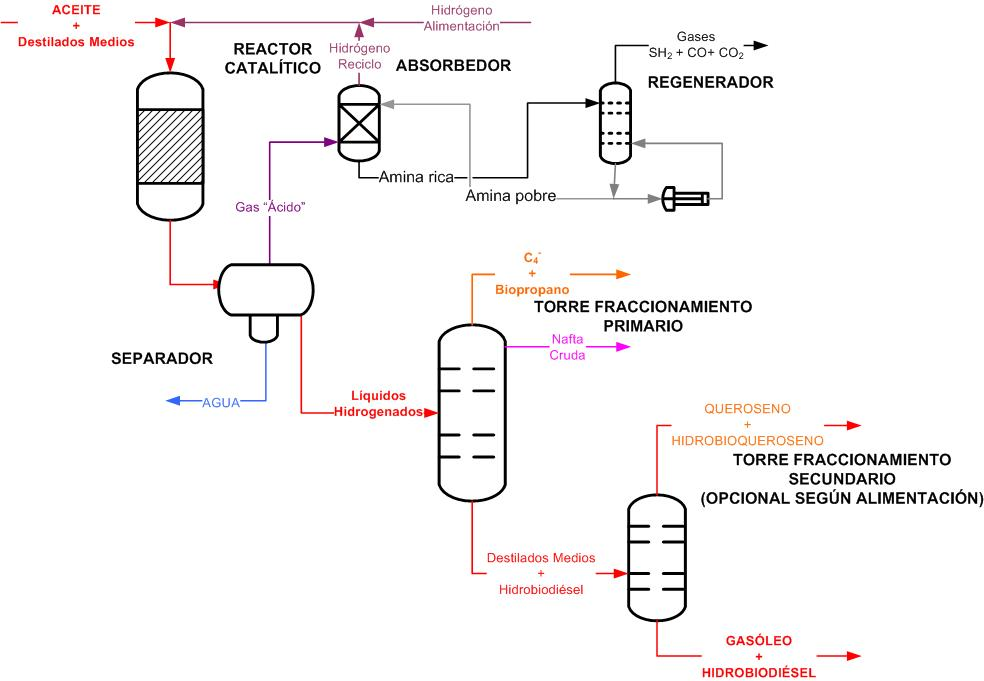
Esquema de fabricación en mezclas con gasóleo convencional

La compañía pionera fue PETROBRAS, que a finales de 2005 anunció la puesta a punto del procedimiento bajo el nombre de H-BIO.
Esta ruta ha sido la elegida por las refinerías españolas de CEPSA y REPSOL, que también han publicado resultados satisfactorios en las pruebas industriales llevadas a cabo entre 2009 y 2011.

#### Craqueo catalítico. Hidrobiodiésel e hidrobiogasolína
Ha sido propuesto por la tecnóloga Honeywell/U.O.P.
No se tienen noticias de instalaciones industriales de importancia.
La materia prima es alimentada, en mezclas con la carga hidrocarbonada convencional, al reactor de F.C.C. (Siglas inglesas de Fluid Catalytic Cracking), donde se descompone según esquema parecido al convencional, obteniendo hidrocarburos que cubren la práctica totalidad del espectro de peso molecular, desde metano a coque, siendo posteriormente procesados según el esquema tradicional.
Según puede observarse en la Tabla 2, la producción de hidrobiodiésel es bastante limitada, siendo mucho más importante el rendimiento en hidrocarburos ligeros con destino a la mezcla de gasolinas.
Un esquema similar ha sido propuesto por la misma compañía para maximizar el rendimiento en olefinas ligeras, monómeros destinados a la producción de plásticos.

## Propiedades
El hidrobiodiésel está formado por parafinas, normal- e iso-, en el rango de C15 a C18. El hexadecano, C16, con número de cetano (100) es el prototipo de excelente gasóleo (antiguamente se denominaba «cetano», de donde deriva el nombre de la propiedad) por lo que no puede sorprender que el hidrobiodiésel se comporte de forma excelente en los motores diesel.
En efecto, la siguiente tabla muestra la comparación entre diversas corrientes aptas para ser utilizadas en motores de ignición (diesel).
Tabla 3
Propiedades típicas de diferentes gasóleos.<ref>Neste Oil Investor Presentation. Mayo 2006</ref>
| Propiedad          | Unidades | Hidrobiodiesel | Biodiésel sintético | Biodiésel (FAME ) | gasóleo D-590 |
| ------------------ | -------- | -------------- | ------------------- | ----------------- | ------------- |
| Densidad a 15 °C   | kg/m³    | 775-785        | 770 - 785           | 885               | 825-845       |
| Viscosidad a 40 °C | mm²/sg   | 2,9 – 3,5      | 3,2 – 4,5           | 4,5               | 3,5           |
| Nº de cetano       | -        | 84 - 99        | 73 - 81             | 51                | 53            |
| 10 % destilado     | °C       | 260 - 270      | 260                 | 340               | 200           |
| 80 % destilado     | °C       | 295 - 300      | 325 - 330           | 355               | 350           |
| Enturbiamiento     | °C       | -5 / -30       | 0 / -25             | -5                | -5            |
| P.C.I.             | MJ/kg    | 44             | 43                  | 38                | 43            |
| P.C.I.             | MJ/l     | 34             | 34                  | 34                | 36            |
| Poliaromáticos     | %        | 0              | 0                   | 0                 | 4             |
| Oxígeno            | %        | 0              | 0                   | 11                | 0             |
| Azufre             | p.p. m.  | 0              | <10                 | <10               | <10           |
| Estabilidad (1)    | -        | Si             | Si                  | Menor             | Si            |

(1) esta propiedad no figura en el texto original.